# هانس جوردن
هانس جوردن (بالألمانية: Hans Jordan)‏ هو عسكري ألماني، ولد في 27 ديسمبر 1892 في راستات في ألمانيا، وتوفي في 20 أبريل 1975 في ميونخ في ألمانيا.